# آلن دلون (سیگار)
آلن دلون  (به انگلیسی: Alain_Delon) یک برند سیگار است؛ مالک فعلی این برند BAT Cambodia, زیرمجموعه‌ای از بریتیش امریکن توباکو است. این برند در سال ۱۹۹۲ پایه‌گذاری گردید.
تولید سیگارهای این برند از سال ۲۰۱۴ متوقف شده اما از ۲۰۱۶ از سر گرفته شد.